# Champ gazier sud de l'Ukraine-mer Noire-Crimée
Le champ de gaz du sud de l'Ukraine est situé dans les oblasts d'Odessa, Mykolaïv, Kherson, Zaporijjia, en Crimée et en partie en Moldavie. Il couvre également la zone d'eau de la mer d'Azov et le plateau de la partie adjacente de la mer Noire. La superficie est d'environ 80 000 kilomètres carrés.
Il comprend le champ de gaz de Youzivska, le champ de gaz de Golitsyn, le champ de gaz d'Odessa, le champ de condensats de gaz de Hlibiv.